# Ilir Latifi
Ilir Latifi (født 28. juli 1982 i Malmø i Sverige), er en svensk MMA-uddøver og fleregange svensk mester i i brydning som siden 2013 har konkurreret i organisationen Ultimate Fighting Championship (UFC). Latifi er af albanskt afstamning og er opvokset i Rosengård.

## MMA-karriere

### Baggrund
Med en del brydere i familien begyndte Latifi at bryde i en ung alder.  Som bryder var Latifi aktiv i klubben Malmö Tigers og blev svensk mester 2 gange.

### Tidlige karriere
I maj 2008 gjorde han sin debut inden for MMA i en kamp som afbrudt efter at ringen fik i stykker.
Han kæmpede imod fremtids UFC-sværvægteren, danske Christian Colombo den 6. september, 2008. Kampen blev først arrangeret som en professionel konkurrence, men blev senere ændret til en amatør eller semi-professionel kamp, der ikke blev en del af kæmpernes professionelle rekordliste.

### Ultimate Fighting Championship
Latifi kæmpede efter dette 9 kampe, med 7 sejre, inden han i april 2013 fik chancen for at debuter i organisationen Ultimate Fighting Championship som erstatning for Alexander Gustafsson som skadede sig under træning. Latifi accepterede kampen mod Gegard Mousasi på UFC on Fuel TV: Mousasi vs. Latifi fire fage inden arrangementet fandt sted og var tvunget til at gå næsten 12 kilo ned i vægt 3 døgn for at klare vægtgrænsen. Latifi tabte kampen via enstemmig afgørelse.
Næste kamp blev mod Cyrille Diabaté på UFC Fight Night: Gustafsson vs. Manuwa den 8. marts, 2014. Latifi vandt kampen via submission i første omgang. Hans modstander, Diabaté pensionerede sig fra MMA og UFC som resultat af nederlaget mod Latifi.
Den 19. juli, 2014 mødtes Latifi og Chris Dempsey på UFC Fight Night: McGregor vs. Brandao i en kamp som Latifi vandt via knockout i den første omgang.
På UFC Fight Night: Nelson vs. Story den 4. oktober, 2014 mødtes Latifi og Jan Błachowicz. Błachowicz vandt kampen via TKO i første omgang.
Hans næste modstander var Hans Stringer som Latifi besejrede via knockout efter bare 56 sekunder i første omgang på UFC Fight Night: Bisping vs. Leites den 18. juli, 2015.
Den 17 januar, 2016 mødtes Latifi og Sean O'Connell på UFC Fight Night: Dillashaw vs. Cruz. Latifi vandt kampen via TKO efter bare 28 sekunder inde i første omgang. Efter kampen, udtrykte Latifi sin længsel om at at kæmpe en hovedkamp i sin hjemby Malmø.
På UFC 196 den 5. marts 2016 mødtes Latifi og Gian Villante i en kamp som Latifi vandt via enstemmig afgørelse på grund af sin slagstyrke og overlegne brydning.
Latifi og Ryan Bader mødtes på UFC Fight Night: Arlovski vs. Barnett den 3. september, 2016. Bader vandt kampen via knockout i anden omgang.
Den 9. september 2017 mødtes Latifi og ubesejrede Tyson Pedro på UFC 215. Latifi vandt kampen via enstemmig afgørelse og Pedro led dermed sit første nederlag i sin professionelle karriere.
Den 24. februar 2018 mødtes Latifi og Ovince Saint Preux på UFC on Fox: Emmett vs. Stephens. Latifi vandt kampen via teknisk submission (guillotine choke) i den første omgang. Sejren tildelte ham Performance of the Night-bonusprisen.
Latifi skulle have mødt Glover Teixeira den 22. juli, 2018 på UFC Fight Night: Shogun vs. Smith i Hamborg i Tyskland. Men den 5. juli, 2018, blev det offentliggjort at han var blevet fjernet fra arrangementet på grund af en skade.
Latifi er planlagt til at møde Corey Anderson den 29. december, 2018 på UFC 232.

## Privatliv
Latifi, er født i Malmø og voksede op i samme forstadsområde, Rosengård, som den berømte svenske fodboldspilelr og barndomsven Zlatan Ibrahimović.
Latifi er uddannet fra Gymnastik- och idrottshögskolan. Hans forældre er af albansk afstamning og emigrerede fra Kosovo i 1960'erne, og broren Arben Latifi er blevet beskrevet som en pionær inden for svensk kampsport. Ved Svenska kampsportsgalan I 2016 blev Latifi tildelt priserne Årets forbillede og Folkets pris.

## Mesterskaber og meritter

### MMA
- Ultimate Fighting Championship
  - Performance of the Night (1 gang)  vs. Ovince Saint Preux[43]
  - Lige (Anthony Johnson & Volkan Oezdemir) for flest letsværvægtssejre, der er blevet stoppet på under 1 minut i UFCs historie (2)[44]
- Superior Challenge
  - Superior Challenge Light Heavyweight Championship (1 gang; Første)[45]

### Submission wrestling
- Abu Dhabi Combat Club
  - 2004 ADCC European Qualifiers Winner[46]

### Amateur wrestling
- Swedish Wrestling Federation
  - 2001 Nordic Championship Junior -97 kg (213 lbs) Grecco-Roman Champion[47][48]
  - 2005 Swedish National Light Heavyweight Grecco-Roman 3rd Place[48]

## Rekordliste
| Resultat | Rekordliste | Modstander         | Metode                                | Arrangement                            | Dato             | Omgang | Tid  | Sted       | Noter                                         |
| -------- | ----------- | ------------------ | ------------------------------------- | -------------------------------------- | ---------------- | ------ | ---- | ---------- | --------------------------------------------- |
| Sejr     | 14–5 (1)    | Ovince Saint Preux | Teknisk submission (guillotine choke) | UFC on Fox: Emmett vs. Stephens        | 24 februar 2018  | 1      | 3:48 | Orlando    |                                               |
| Sejr     | 13–5 (1)    | Tyson Pedro        | Dommerafgørelse (enstemmig)           | UFC 215                                | 9 september 2017 | 3      | 5:00 | Edmonton   |                                               |
| Nederlag | 12–5 (1)    | Ryan Bader         | KO (knæ)                              | UFC Fight Night: Arlovski vs. Barnett  | 3 september 2016 | 2      | 2:06 | Hamburg    |                                               |
| Sejr     | 12–4 (1)    | Gian Villante      | Dommerafgørelse (enstemmig)           | UFC 196                                | 5 marts 2016     | 3      | 5:00 | Las Vegas  |                                               |
| Sejr     | 11–4 (1)    | Sean O'Connell     | TKO (slag)                            | UFC Fight Night: Dillashaw vs. Cruz    | 17 januar 2016   | 1      | 0:30 | Boston     |                                               |
| Sejr     | 10–4 (1)    | Hans Stringer      | KO (slag)                             | UFC Fight Night: Bisping vs. Leites    | 18 juli 2015     | 1      | 0:56 | Glasgow    |                                               |
| Nederlag | 9–4 (1)     | Jan Błachowicz     | TKO (spark og slag)                   | UFC Fight Night: Nelson vs. Story      | 4 oktober 2014   | 1      | 1:58 | Stockholm  |                                               |
| Sejr     | 9–3 (1)     | Chris Dempsey      | KO (slag)                             | UFC Fight Night: McGregor vs. Brandao  | 19 juli 2014     | 1      | 2:07 | Dublin     |                                               |
| Sejr     | 8–3 (1)     | Cyrille Diabaté    | Submission (guillotine choke)         | UFC Fight Night: Gustafsson vs. Manuwa | 8 marts 2014     | 1      | 3:02 | London     |                                               |
| Nederlag | 7–3 (1)     | Gegard Mousasi     | Dommerafgørelse (enstemmig)           | UFC on Fuel TV: Mousasi vs. Latifi     | 6 april 2013     | 3      | 5:00 | Stockholm  | Debut i UFC.                                  |
| Sejr     | 7–2 (1)     | Jorge Oliveira     | Dommerafgørelse (enstemmig)           | Superior Challenge 8 - Malmö           | 6 oktober 2012   | 3      | 5:00 | Malmö      | Blev Superior Challenge-mester i letsværvægt. |
| Sejr     | 6–2 (1)     | Tony Lopez         | Dommerafgørelse (enstemmig)           | United Glory - 2012 Glory World Series | 26 maj 2012      | 3      | 5:00 | Stockholm  |                                               |
| Sejr     | 5–2 (1)     | Denis Bogdanov     | Submission (keylock)                  | United Glory 15                        | 23 marts 2012    | 1      | -    | Moskva     |                                               |
| Nederlag | 4–2 (1)     | Emanuel Newton     | Dommerafgørelse (enstemmig)           | Shark Fights 17: Horwich vs. Rosholt 2 | 15 juli 2011     | 3      | 5:00 | Frisco     |                                               |
| Sejr     | 4–1 (1)     | Matteo Minonzio    | TKO (spark)                           | Strength & Honor Championship 2        | 10 april 2010    | 1      | 4:29 | Genève     |                                               |
| Nederlag | 3–1 (1)     | [ Tatsuya Mizuno   | TKO (knæ og slag)                     | Rumble of the Kings 4                  | 20 november 2009 | 3      | 0:15 | Stockholm  |                                               |
| Sejr     | 3–0 (1)     | Darko Krbanjevic   | Submission (armbar)                   | Rumble of the Kings 3                  | 22 maj 2009      | 1      | 1:43 | Malmö      |                                               |
| Sejr     | 2–0 (1)     | Luis Pinho         | Submission (slag)                     | Rumble of the Kings 2                  | 27 februar 2009  | 1      | 1:20 | Norrköping |                                               |
| Sejr     | 1–0 (1)     | Roman Mihočka      | KO (slag)                             | Superior Challenge 2 - Resurrection    | 25 oktober 2008  | 2      | 1:55 | Stockholm  |                                               |
| NC       | 0–0 (1)     | Blagoy Ivanov      | No Contest                            | Real Pain Challenge 2                  | 17 maj 2008      | 1      | 0:55 | Sofia      | Ringen gik i stykker.                         |